# Homobono
Homobono (en italiano Omobono) fue un sastre y laico lombardo, que es venerado como santo. Popularmente se le conoce en Italia con el nombre de Ombrosio. Su festividad se celebra el 13 de noviembre.

## Hagiografía
Homobono Tucenghi era un sastre y mercader de telas de Cremona que aceptó casarse por imposición familiar, pese a no tener vocación por el matrimonio. Su extrema piedad, honradez y caridad con los pobres se hizo proverbial en Cremona, donde murió repentinamente en la Iglesia de San Egidio, mientras escuchaba misa. Pronto se extendió su fama de santidad y comenzaron a llegar peregrinaciones a su tumba. El obispo Sicardo de Cremona promovió su canonización, que se produjo el 13 de enero de 1199, cuando era papa Inocencio III. El Consejo General de Cremona lo proclamó patrono de la ciudad en 1643. Se le considera protector de los mercaderes y de los sastres y es el modelo de los santos laicos. Su cuerpo se conserva en la cripta de la Catedral de Cremona.

## San Homobono en el arte

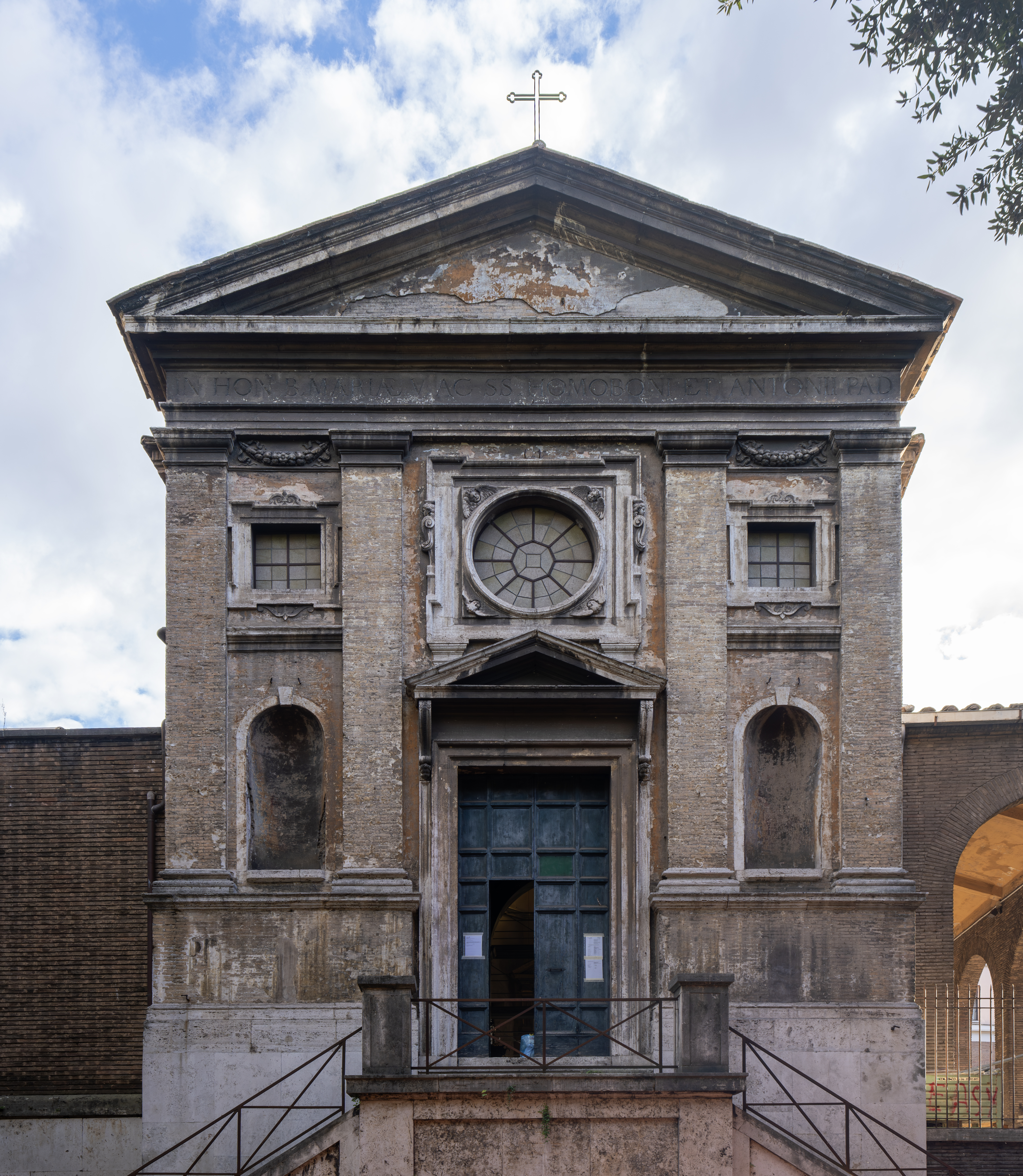
Fachada de la iglesia de San Homobono de Roma.

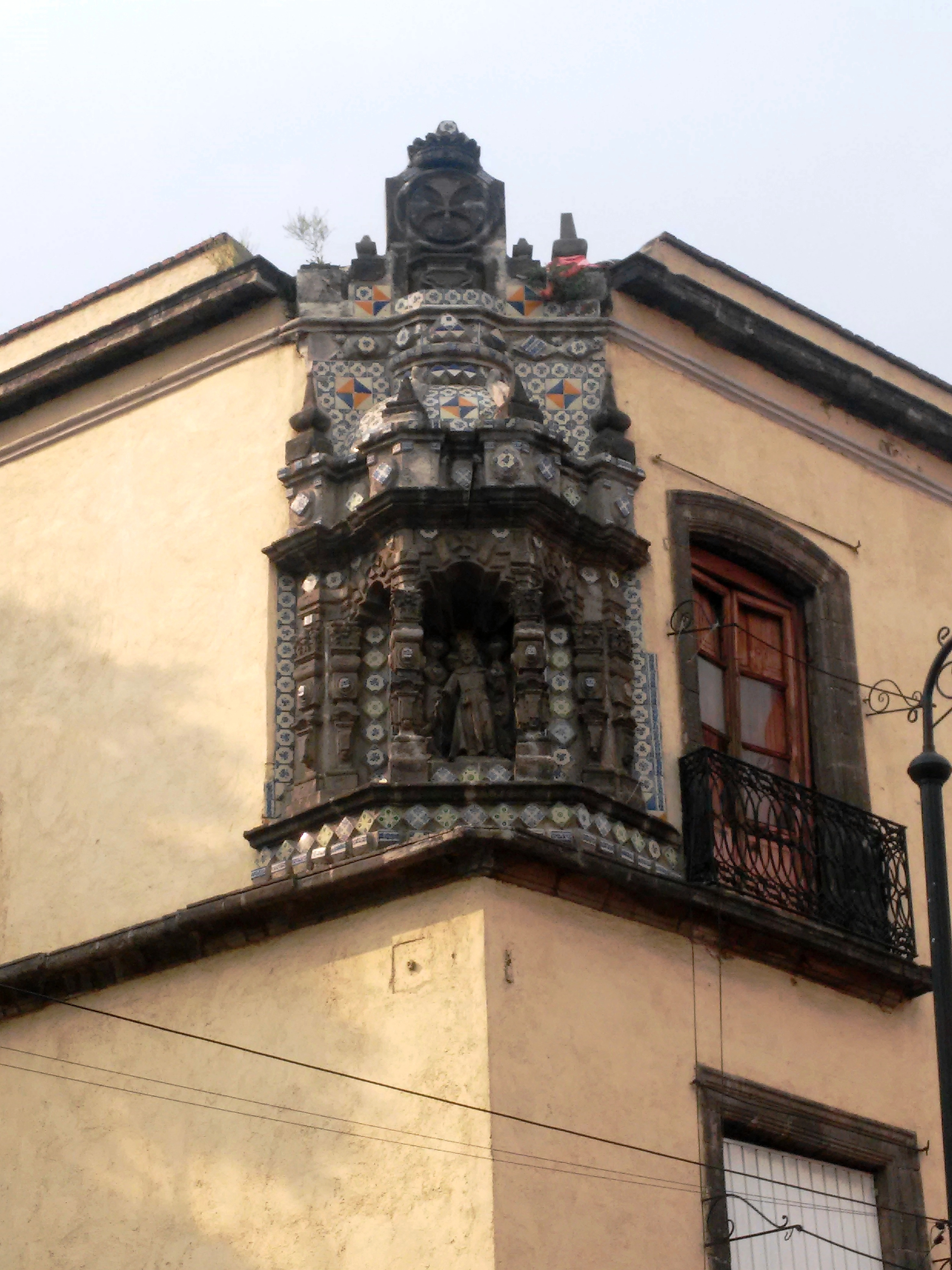
Hornacina de San Homobono en la Ciudad de México

### Música
El obispo de Alba, Marco Gerolamo Vida (siglo XVI), compuso el himno Divo Homobono Cremonensi. Se cantaba en las vísperas de su solemnidad del 13 de noviembre. Igualmente, el compositor Federico Caudana (1878-1963) escribió el himno O Padre che vegli en honor de san Homobono. Caudana fue organista y maestro de capilla en la catedral de Cremona.

### Arquitectura
Al ser patrono de los sastres y de los comerciantes de telas, se le dedicaron numerosas iglesias y capillas en Italia. Destaca la iglesia de San Homobono de Roma (siglo XV) sobre edificaciones anteriores paleocristianas y medievales; en los alrededores hay una importante área arqueológica de la Antigua Roma). En Nápoles también hay una iglesia de los santos Miguel y Homobono (siglo XVI).

### Escultura
En Bruselas tiene una estatua de Pedro Van Dievoet en la Maison des Tailleurs de la Grand-Place en la que se ve a San Homobono en gesto de bendición.

Una de las hornacinas principales del barrio de la Lagunilla del Centro histórico de la Ciudad de México está dedicada a San Homobono.
En la iglesia de Santiago en Lorca (Murcia) existió un grupo escultórico de san Homobono obra de Francisco Fernández Caro, de 1789, desaparecida en un incendio a principios del siglo XX.

### Teatro
El dramaturgo español Tirso de Molina escribió una obra en su honor.

### Cultura popular
Al ser el patrón de los negocios, se han hecho muy populares en los Estados Unidos las figurillas con la imagen del santo.